# Quán Thánh (phường)
Quán Thánh là một phường thuộc quận Ba Đình, thành phố Hà Nội, Việt Nam. Phường Quán Thánh có diện tích 0,77 km², dân số năm 2021 là 7.971 người, mật độ dân số đạt 10.351 người/km².

## Địa lý
Địa giới hành chính:
Phía bắc giáp phường Nguyễn Trung Trực
Phía tây giáp phường Ngọc Hà
Phía đông giáp các phường Hàng Mã, Hàng Bồ, quận Hoàn Kiếm
Phía nam giáp phường Điện Biên.

## Đường phố
Phường Quán Thánh có một số tuyến phố như: Phan Đình Phùng, Quán Thánh...

## Địa điểm nổi bật
- Thành Thăng Long
- Nhà thờ Cửa Bắc
- Vườn hoa Vạn Xuân
- Tòa nhà Quốc hội Việt Nam
- Văn phòng Trung ương Đảng Cộng sản Việt Nam
- Trường THPT Phan Đình Phùng